# 多神教
多神教（たしんきょう、英: polytheism）は、神や超越者（信仰、儀礼、畏怖等の対象）が多数存在する宗教。
対義語に一柱の神のみを信仰する一神教がある。
特定の一神（主神）が最も高位にあると考え、主神を崇拝の中心とするものを、多神教的一神教と呼ぶことがある。

## 概要
多くの神々が崇拝される。それゆえに同じ宗教の中での信仰形態も多様である。
多神教のうち現存するものとして、日本の神道やアイヌの信仰、中国の道教、インドのヒンドゥー教などがある。
現存しないものとしては、古代エジプト、メソポタミア、ヒッタイト帝国、古代ギリシャの神々、北欧、中南米のメソアメリカ文明やアンデス文明で信仰されていた神々などがある。
仏教も多神教だという見解もあるが、汎神論または無神論的な宗教であるとする見解もあり、議論が分かれるところである。

## 多神教の宗教・神話
- 日本神話・神道
- 琉球神道
- 道教
- 仏教
- 中国神話
- ヒンドゥー教
- インド神話
- ギリシア神話
- ローマ神話
- 北欧神話
- ケルト神話
- エジプト神話
- ハワイ神話

## 現代思想との関連性
環境を ecology と認識するのは、19世紀半ばのドイツのヘッケルの主張にさかのぼる。アンナ・ブラムウエルはヘッケル以来のエコロジーの歴史を詳述している。それによれば、エコロジーに多神教の一翼をなすアニミズム的要素を認めている。エコロジーはドイツで生まれた一つの考え方である。ゲルマン民族がキリスト教化される前の自然との付き合い方への郷愁と言った側面もある。ドイツでは、18世紀になって英国の影響を受けた啓蒙主義からカント、ヘーゲルのドイツ観念論が展開して、ドイツの近代化の思想的根拠となった。しかし、近代化は現在で言うとグローバル化のようなもので、民族的深層意識を満足させないので、ヘーゲル以降ゲルマン的回帰と結びつくような思想運動が生じた。自然と親しむワンダーフォーゲル運動とも精神的な親近性がある。このようなことは、実は世界各地で見られることである。つまり、一神教が多神教の進化形態で優れているといった主張よりも、現代思想にも一神教的な考え方と多神教的な考え方のそれぞれが適合する面が生きており、新約聖書が「人はパンのみにて生きるにあらず」と喝破したように、人類のもつ一見合理性がないと思われるかもしれないが実は必要な活動にも支持をあたえつづけている。